# تعدد الأزواج

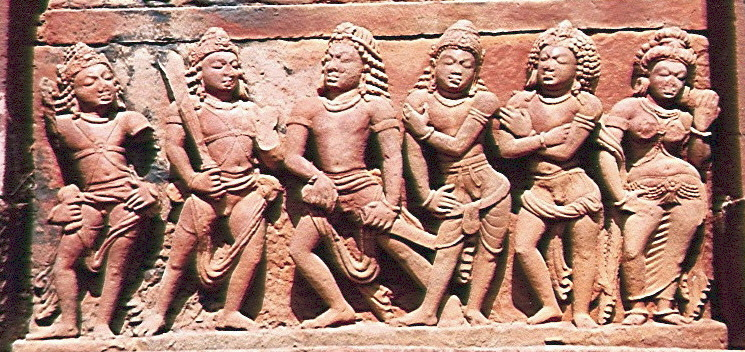
دروبادي مع أزواجها الخمسة.

تعدد الأزواج أو القُطَامة هي أحد أشكال الزواج القديمة يكون فيها للزوجة زوجان أو أكثر في نفس الوقت. وعندما يكون الأزواج الذكور إخوة يسمى في هذه الحالة فراتر بولياندراس (فراتر من اللاتينية: شقيق). في المجتمعات الآسيوية، خصوصا الهندية، كان هذا النوع من الزواج سائدا بشكل كبير، وأكبر دليل على ذلك الملحمة الهندوسية الشهيرة المعروفة بمهابهاراتا التي تقدم بوضوح صورة لدروبادي وهي برفقة خمسة إخوة كأزواج لها. في منطقة جاونسار باور لا يزال هذا النوع من الزواج قائمًا حتى الآن من قبل الباهاريس وقد ورثوه عن أجدادهم الذين سكنوا سهول الهملايا. تزوج البنت للأخ الأكبر في العائلة وتتحول زوجة لإخوانه الأصغر كذلك، مشتركين بذلك بشكل متساوي في الزوجة. كما ينتشر تعدد الأزواج بشكل كبير في منطقة التبت. خصوصا بالمناطق الريفية، بالرغم من حظره من قبل القوانين الصينية. من بين الأسباب الرئيسية لهذا النوع من الزواج هو المحافظة على الأرض لمنع انقسامها بين الإخوة والاحتياج لجهد بدني كبير لزراعة الأراضي.تعدد الأزواج، شعوب تتخذ نساؤها أكثر من زوج في آن واحد، كما هو منتشر وموجود في القطب الشمالي الكندي، والأجزاء الشمالية من نيبال ونيجيريا والبوتان وبعض مقاطعات الصين مثل سيشوان وعند قبائل الماساي الكينية وشمال تنزانيا وعند سكان أمريكا الأصليين، كما كان منتشرا بين الغوانش سكان جزر الكناري الأصليين قبل دخول الإسبان، وقد منع هذا النوع من الزواج في الأديان الإبراهيمية الثلاث. ويوجد عند بعض الحيوانات أيضا، مثلا ملكة النحل عادة ما تكون أنثى وحيدة تتوالد مع العديد من الذكور من خلايا أخرى.

## الاسم
تعدد الأزواح يُسمى في العديد من اللغات ب (Polyandry) أو مشتق منه، وهو يوناني تركيب ذو أجزاء يوناينة الكلمات: من poly أي العديد أو متعدد، وandras أي الرجال)

## الأنواع

### تعدد الأزواج التعاقبي
على عكس تعدد الأزواج الأخوي حيث تتلقى المرأة عددًا من الأزواج في وقت واحد، تكتسب المرأة زوجًا تلو الآخر بالتسلسل.
يُعد هذا النموذج مرنًا. قد يكون هؤلاء الرجال أو لا يكونون مرتبطين. وقد يتضمن أو لا يتضمن نظامًا هرميًا، إذ يعتبر الزوج واحدًا أساسيًا ويمكن تخصيص حقوق أو امتيازات معينة لا تُمنح للأزواج الثانويين، مثل الأبوة البيولوجية لطفل.
في هذا النظام بالذات، يتمتع الأزواج الثانويون بالقدرة على خلافة الزوج الأساسي إذا أصيب بمرض شديد أو غادر المنزل لفترة طويلة من الزمن أو أصبح غير قادر على أداء واجباته الزوجية.
وبالمثل، يمكن أن يكون تعدد الأزواج المتعاقب مساويًا، إذ يتساوى جميع الأزواج في المكانة ويحصلون على نفس الحقوق والامتيازات. في هذا النظام، يقيم كل زوج حفل زفاف ويتشارك الأبوة مع أي أطفال قد تحملهم.

### تعدد الازواج المترابط
شكل آخر من أشكال تعدد الأزواج هو مزيج من تعدد الأزواج وتعدد الزوجات، إذ تتزوج النساء من عدة رجال في وقت واحد ويتزوج نفس الرجال من عدة نساء. يُوجد هذا النوع في بعض قبائل الأمريكيين الأصليين وكذلك قرى في شمال نيجيريا والكاميرون الشمالية.
ينتج عن النظام تجزئة أقل للأراضي وتنويع الأنشطة المحلية.

### تعدد الأزواج الأخوي
تعدد الأزواج الأخوي، الذي يُطلق عليه أيضًا تعدد الأزواج الدلفي (الواضح)، هو شكل من أشكال تعدد الأزواج تتزوج فيه المرأة من رجلين أو أكثر من الأخوة. كان تعدد الأزواج الأخوي (ولا يزال موجودًا في بعض الأحيان) في مناطق معينة من التبت ونيبال وشمال الهند، وثقافات وسط إفريقيا حيث يُقبل تعدد الأزواج بصفته ممارسةً اجتماعية. يمارس شعب تودا في جنوب الهند تعدد الأزواج الأخوي، لكن الزواج الأحادي أصبح سائدًا مؤخرًا. في المجتمع الهندوسي المعاصر، يبدو أن الزيجات المتعددة الأزواج في المجتمعات الزراعية في منطقة مالوا في البنجاب تحدث لتجنب تقسيم الأراضي الزراعية.
يحقق تعدد الأزواج الأخوي هدفًا مشابهًا لهدف البكورة في إنجلترا في القرن التاسع عشر. فرضت فترة التناسل الأولي أن يرث الابن الأكبر تركة الأسرة، بينما كان على الأبناء الصغار مغادرة المنزل والبحث عن عمل خاص بهم. حافظت فترة التناسل البدائي على تركات الأسرة سليمة عبر الأجيال من خلال السماح لوريث واحد فقط من كل جيل. يحقق تعدد الأزواج الأخوي هذا أيضًا، ولكنه يفعل ذلك عن طريق إبقاء جميع الإخوة معًا مع زوجة واحدة فقط بحيث يكون هناك مجموعة واحدة فقط من الورثة لكل جيل. تبدو هذه الاستراتيجية أقل نجاحًا كلما كانت مجموعة الأخوة الأشقاء أكبر.
يبدو أن بعض أشكال تعدد الأزواج مرتبطة بالحاجة المتصورة للاحتفاظ بالألقاب الأرستقراطية أو الأراضي الزراعية ضمن مجموعات الأقارب، و/أو بسبب الغياب المتكرر، لفترات طويلة، لرجل الأسرة. في التبت، كانت هذه الممارسة شائعة بشكل خاص بين طبقة الساكيا الكهنوتية.
المعادل الأنثوي لتعدد الأزواج الأخوي هو زواج الأخوات.

### الأبوة المجزئة
يشير عالم الأنثروبولوجيا ستيفن بيكرمان إلى أن ما لا يقل عن 20 مجتمعًا قبليًا تقبل أن الطفل يمكن، ومن الناحية المثالية، أن يكون له أكثر من أب واحد، مشيرًا إلى ذلك على أنه أبوة مجزئة. غالبًا ما ينتج عن هذا التنشئة المشتركة للطفل من قبل آباء متعددين في شكل من أشكال العلاقة متعددة الأزواج مع الأم، على الرغم من أن هذا ليس هو الحال دائمًا. أحد الأمثلة الأكثر شهرة هو مثال تروبرياند «الولادة العذراء». يدرك سكان جزر تروبرياند الأموميون أهمية الجنس في التكاثر ولكنهم لا يعتقدون أن الذكر يساهم في تكوين الطفل، الذي يظل بالتالي مرتبطًا بنسب أمه وحدها. لا يُعترف بأزواج الأم غير المقيمين كآباء، على الرغم من أن إخوة الأم المقيمين فيها يعتبرون كذلك، لأنهم جزء من سلالة الأم.

## الثقافة
وفقًا للنقوش التي تصف إصلاحات الملك السومري أوروكاجينا اللاغاشي (حوالي 2300 قبل الميلاد)، ألغيت عادة تعدد الأزواج السابقة في بلاده، وذلك بسبب تعرض المرأة للرجم بالحجارة بسبب جريمتها.
اقتُرح عدم التوازن الشديد بين الجنسين كمبرر لتعدد الأزواج. على سبيل المثال، أدى الإجهاض الانتقائي للأطفال الإناث في الهند إلى هامش كبير في نسبة الجنس، وقد اقتُرح، ما أدى إلى مشاركة الرجال ذوي الصلة بالزوجة.